# Peter Arnold (Priester)
Peter Arnold (* 12. Juli 1908 in Simplon; † 8. Januar 1983 in Brig) war ein Schweizer katholischer Priester und Historiker.

## Leben
Peter Arnold, der Sohn des Hotelangestellten Franz Arnold, besuchte das Gymnasium Brig von 1923 bis 1931. Danach studierte er Theologie von 1931 bis 1935 in Sitten. 1935 wurde er zum Priester geweiht. Es folgten Stationen als Pfarrer von Blatten (1937–1946), Eggerberg (1946–1951) und Mörel (1951–1973).
Ab 1948 veröffentlichte er zahlreiche populärwissenschaftliche Arbeiten zur Walliser Geschichte. Von 1958 bis 1978 war er Präsident des Geschichtsforschenden Vereins vom Oberwallis sowie von 1973 bis 1983 Redaktor des Walliser Jahrbuchs. Für sein historisches Schaffen wurde Arnold 1968 mit dem Preis der Stadt Brig ausgezeichnet.